# Perconia fuscata
Perconia fuscata là một loài bướm đêm trong họ Geometridae.